# B. Frank Whelchel
Benjamin Frank Whelchel (* 16. Dezember 1895 bei Gainesville, Georgia; † 11. Mai 1954 ebenda) war ein US-amerikanischer Politiker. Zwischen 1935 und 1945 vertrat er den Bundesstaat Georgia im US-Repräsentantenhaus.

## Werdegang
Frank Whelchel besuchte die öffentlichen Schulen seiner Heimat. Nach einem anschließenden Jurastudium und seiner im Jahr 1925 erfolgten Zulassung als Rechtsanwalt begann er in Gainesville in seinem neuen Beruf zu  arbeiten. Zwischen 1932 und 1934 war er Richter im Hall County.
Politisch war Whelchel Mitglied der Demokratischen Partei. Bei den Kongresswahlen des Jahres 1934 wurde er im neunten Wahlbezirk von Georgia in das US-Repräsentantenhaus in Washington, D.C. gewählt, wo er am 3. Januar 1935 die Nachfolge von John Stephens Wood antrat. Nach vier Wiederwahlen konnte er bis zum 3. Januar 1945 fünf Legislaturperioden im Kongress absolvieren. Dort wurden bis 1941 die meisten der New-Deal-Gesetze der Bundesregierung unter Präsident Franklin D. Roosevelt verabschiedet. Seit dem amerikanischen Eintritt in den Zweiten Weltkrieg infolge des japanischen Angriffs auf Pearl Harbor am 7. Dezember 1941 war auch die Arbeit des Kongresses von den Ereignissen dieses Krieges geprägt.
Im Jahr 1944 verzichtete Whelchel auf eine weitere Kandidatur für das US-Repräsentantenhaus. Dort übernahm dann sein Vorgänger Wood wieder sein altes Mandat, der damit auch sein Nachfolger wurde. In den folgenden Jahren arbeitete Frank Whelchel als Rechtsanwalt. Er starb am 11. Mai 1954 in Gainesville und wurde in Atlanta beigesetzt.